# FC Differdange 03
A Football Club Differdanga 03 egy 2003-ban alapított luxemburgi labdarúgócsapat, mely a Nationaldivisiounban, azaz a luxemburgi élvonalban szerepel. Hazai mérkőzéseit a 7150 férőhelyes Stade du Thillenbergben játssza.

## Története
A Differdange 03 2003-ban, az FA Red Boys Differdange és az AS Differdange egyesülésével jött lére. A Red Boys a másodosztályban, az AS pedig a harmadosztályban szerepelt. Az újonnan megalakult csapat a második vonalban kapott helyet. A 2005/06-os szezonban feljutottak az élvonalba.
A csapat egyik elődje, a Red Boys a luxemburgi labdarúgás történetének egyik legsikeresebb klubja volt, mely hatszor nyerte meg a bajnokságot és 14-szer a kupát.

## Európaikupa-szereplés
| Sorozat        | M | Gy | D | V | LG | KG |
| -------------- | - | -- | - | - | -- | -- |
| Intertotó-kupa | 2 | 0  | 0 | 2 | 0  | 5  |

M = Mérkőzés, Gy = Győzelem, D = Döntetlen, V = Vereség, LG = Lőtt gólok, KG =Kapott gólok

## Jelenlegi keret
| #  |               | Poszt | Név                        |
| -- | ------------- | ----- | -------------------------- |
| 1  | Luxemburg     | K     | Yannick Schlentz           |
| 2  | Luxemburg     | V     | Kim Kintziger              |
| 3  | Luxemburg     | KP    | Jérémie Peiffer            |
| 5  | Luxemburg     | V     | Max Krippler               |
| 6  | Franciaország | KP    | Ibrahim Diop               |
| 7  | Portugália    | KP    | Bruno Ribeiro              |
| 8  | Luxemburg     | KP    | Phillipe Lebresne          |
| 9  | Franciaország | CS    | Pierre Piskor              |
| 10 | Luxemburg     | KP    | Dario Soraire              |
| 15 | Horvátország  | V     | Ante Bukvić                |
| 17 | POR           | KP    | Pedro Daniel Ribeiro Alves |
| 18 | Portugália    | KP    | Igor Perreira              |
| 19 | Franciaország | KP    | Elton Barbosa              |

| #  |               | Poszt | Név                     |
| -- | ------------- | ----- | ----------------------- |
| 20 | Luxemburg     | CS    | Adel Gara               |
| 21 | Luxemburg     | KP    | Paolo Amodio            |
| 22 | Luxemburg     | V     | Andy May                |
| 33 | Luxemburg     | V     | Jean Wagner             |
|    | Luxemburg     | K     | Helder Goncalves        |
|    | Franciaország | K     | Thomas Hym              |
|    | POR           | V     | André Almeida Rodrigues |
|    | Luxemburg     | V     | Manou Schauls           |
|    | Luxemburg     | KP    | Michel Kettenmeyer      |
|    | Luxemburg     | CS    | Mirko Albanese          |
|    | Luxemburg     | CS    | Aurélien Joachim        |
|    | Luxemburg     | CS    | Carlo Pace              |

## Korábbi edzők
- Roland Schaack (2008-2009)

## Külső hivatkozások
- Az FC Differange 03 hivatalos honlapja